# Rhymoleia villiersi
Rhymoleia villiersi är en tvåvingeart som beskrevs av Loïc Matile 1973. Rhymoleia villiersi ingår i släktet Rhymoleia och familjen svampmyggor.
Artens utbredningsområde är Senegal. Inga underarter finns listade i Catalogue of Life.